# Aqualignicola
Aqualignicola — рід грибів родини Annulatascaceae. Назва вперше опублікована 2001 року.

## Класифікація
До роду Aqualignicola відносять 2 види:
- Aqualignicola hyalina
- Aqualignicola vaginata